# تپه باواله
تپه باواله مربوط به هزاره اول (پیش از میلاد) - دوره اسلامی قرن ۶ تا ۸ ه.ق است و در شهرستان پیرانشهر، بخش مرکزی، دهستان منگور غربی، روستای باواله واقع شده است. این اثر در تاریخ ۳۰ دی ۱۳۸۵ با شمارهٔ ثبت ۱۶۸۵۲ به عنوان یکی از آثار ملی ایران به ثبت رسیده است.